# Эльдышев, Эрдни Антонович
Эрдни Антонович Эльдышев (род. 26 ноября 1959 года, Яшкуль, Яшкульский район, Калмыцкая АССР) — народный поэт Калмыкии, председатель правления Союза писателей Республики Калмыкия, член Союза российских писателей, Международного Сообщества писательских союзов, Союза журналистов России, Клуба писателей Кавказа.

## Биография
Родился 26 ноября 1959 года в посёлке Яшкуль, Яшкульского района Калмыцкой АССР.
В 1982 году с отличием окончил Калмыцкий государственный университет.

## Творчество
Первые стихи были опубликованы в 1979 году в газете «Хальмг унн» («Калмыцкая правда») и альманахе «Теегин герл» («Свет в степи»). В 1986 году вышел в свет первый сборник стихов «Нарта гер» («Солнечный дом»).
У Эльдышева удивительно тонкое восприятие мира и великой панорамы бескрайней степи. Он воспевает запах полыни, весеннее цветение тюльпанов, ржание коней, полёт и клёкот орлов в небе, ночное мерцание звёзд. Из стихотворения «Полынь»:
Из всех земных растений мне милее

Полынь — степная горькая трава.

Нет запаха прекрасней и роднее:

Вдыхаю — и душа моя жива.
Родному краю поэт посвятил немало стихов («Родина», «Моя Элиста», «Родимая земля», «Песня ковыля», «Весна» и др.), в которые он вложил свои сокровенные чувства и мысли.
Эрдни Эльдышев перевёл на родной язык многие произведения классиков мировой литературы. Среди них произведения А. Пушкина, М. Лермонтова, Ф. Тютчева, В. Маяковского, А. Ахматовой, А. Твардовского, Н. Рубцова, Р. Гамзатова, К. Кулиева, М. Карима, произведения поэтов Бурятии, Монголии и Республик Северного Кавказа.
Творчество Эрдни Эльдышева считается одной из выразительных страниц калмыцкой современной поэзии, органично вошедшая в литературную сокровищницу национальной поэзии Северного Кавказа.

## Награды и премии
- Народный поэт Калмыкии
- Заслуженный работник культуры Республики Калмыкия
- Лауреат премии комсомола Калмыкии имени Эрдни Деликова
- Лауреат национальной премии «Улан Зала»
- Лауреат премии Республики Калмыкия имени Номто Очирова
- Лауреат Национальной премии Украины имени Тараса Шевченко (2009)[2]
- Лауреат премии имени Владимира Сосюры Межрегионального Союза писателей Украины
- Почётный гражданин посёлка Яшкуль
- Медаль «За вклад в наследие народов России» Российского союза исторических городов и регионов
- Орден В. Маяковского (2009)[2]

##### Сборники стихов
- Нарта гер (Солнечный дом). — 1986
- Мудрое дерево. — Элиста, 2006
- Родной очаг: Стихотворения, поэмы, переводы. — Элиста АПП «Джангар»: Журн. «Теегин герл» — 1996 — 477 с.
- Утренний полёт
- Семь журавлей
- Трубка деда: Стихи, поэмы, переводы. — Элиста: Калм. кн. изд-во, 1994 — 131 с.
- Зая-Пандита, или Колесо Учения
- Материнский завет
- Охотник Бамбар
- Песня ковыля